# Diptilon bivittata
Diptilon bivittata är en fjärilsart som beskrevs av Walker 1864. Diptilon bivittata ingår i släktet Diptilon och familjen björnspinnare. Inga underarter finns listade i Catalogue of Life.